# 踊ろよ、フィッシュ
『踊ろよ、フィッシュ』（おどろよ、フィッシュ）は、1987年5月10日に発売された山下達郎通算16作目のシングル。

## 解説
「踊ろよ、フィッシュ」は後に、アルバム『僕の中の少年』にアルバム・ヴァージョンで収録された。シングル・ヴァージョンは『僕の中の少年 (2020 Remaster)』で初CD化され、ベスト・アルバム『TREASURES』と、オールタイム・ベスト『OPUS 〜ALL TIME BEST 1975-2012〜』には、最後にコーラスがリフレインしてブレイクする、リリースされたものと異なるシングル・ヴァージョンが収録されている。
「高気圧ガール」以来4年ぶりの全日空沖縄キャンペーン・ソングとして制作された一連の夏路線最後の曲。山下は「最近はね、CMだからと言って、別にコピーが決まっているわけでもないの。<高気圧ガール>っていうのははじめからあったけど、最近はタイトルも自分で作っているしね。今回の<踊ろよ、フィッシュ>は代理店のスタッフとブレーン・ストーミングしてみんなで決めたから、お互いの主張が入っているんだよ。昔はちゃんとコピーがあって、ヘタすると詞まであった。まあ、僕はCMの業界ではそれなりに実績があるってことかもしれないけど、逆にお任せだとツラいよ」という。また、「（いつもなら派手にする部分が抑えられているとの問いに）そう、いじってないの。あれはね、ダビングはあるけど掛け値なしにシックス・リズム・セクションなの。だから、あれは即ライブで演奏可能なんだよ。で、言ってみればね、『GO AHEAD!』の頃の16トラックのダビング数で済んでる。本当は最後のコーラスが12インチっぽくリフレインして、ブレイクしたりするテイクもあるんだけど、それはやめたの。理由は色々あるけれど、そのテイクよりこっちの方がエコーに風が吹いている。だからシングルはシンプルなほうがいいかなと思ったんだよ」と答えている。ただ、今回の企画について山下は「実を言うとね、今回みたいな曲を企画するようになったのは、ちょっと恥ずかしいのね。なんか、もう30歳の人間が<踊ろよ、フィッシュ>でもないかなっていう。でも、ア・カペラ出したから、何やっても大丈夫じゃないかな、勘弁してくれるだろうって。また、こういう時じゃないと出せないし。その意味で、これは自分の声がいちばんキレイに伸びる部分をアピールするような曲なんだ」とも答えている。“夏男”と言われることに抵抗があったにもかかわらず、この曲を発表したことについては「ユーザーが自分に何を求めているかはよくわかるからね。だから、そういう聴かれ方をするのはいいの。ただ、メディアが僕に対して言ってるほどは、僕のレコードを買ってくれる人は、そういう決め付け的な意識はないと思うよ」とし、“リスナーは夏に聴くのに相応しいとは思っているのでは”との問いには「だから、そうであるなら、そのニーズを満足させる義務はあるからね。そう思ってるよ。ただ僕の音楽がリゾート･ミュージックって言われるけれど、別にファッションでやってるんじゃないの。その結果で出てきたものだから、決して作為的に作ったものじゃないんだよね」と答えている。
「YOU MAKE ME FEEL BRAND NEW」はアルバム『ON THE STREET CORNER 2』からのシングルカットで、アルバム収録曲と同内容。のちにUCC缶コーヒーのCMソングに採用された。ギャンブル–ハフ（Kenny Gamble–Leon A. Huff）の作家チームとともに1970年代初頭に隆盛を極めたフィラデルフィア・サウンドの一翼を担ったトム・ベル(Thom Bell)がスタイリスティックス(The Stylistics)のために書いた作品がオリジナル。『ON THE STREET CORNER 2』の解説で山下は「1974年のビッグ・ヒットであるというだけでなく、ヴォーカル・グループと作曲家が生み出すアンサンブルの、ひとつの究極のような思いさえいたします」と書いている。シングルの見開きジャケット裏面には、このア・カペラでのカヴァーについての解説が掲載されている。
シングル発売に際し、ジャケットは当初発表されていたデザインから一部変更された。  

## 収録曲

### SIDE A
1. 踊ろよ、フィッシュ SINGLE VERSION  –  (4'43")
  - Words, Music & Arrange / Tatsuro Yamashita
  - ©1987 SMILE PUBLISHERS INC.
  - 1987年全日空スカイホリデー・スポーツリゾート沖縄(4/1~6/30)キャンペーン・イメージソング
  - 2014年スバル「インプレッサ スポーツ」CMソング
  - 2015年スバル「インプレッサ スポーツ ハイブリッド」CMソング

### SIDE B
1. YOU MAKE ME FEEL BRAND NEW  –  (5'04")
  - Words & Music / Thom Bell & Linda Creed, Arrange / Tatsuro Yamashita
  - ©1973 by MIGHTY THREE MUSIC

## レコーディング

### 踊ろよ、フィッシュ
| 山下達郎 : Electric Guitar, Synthesizers, Glocken, Effects & Background Vocals |
| 青山純 : Drums                                                                 |
| 伊藤広規 : Bass                                                                |
| 難波弘之 : Acoustic Piano & Electric Piano                                     |
| 浜口茂外也 : Percussion                                                        |
| 土岐英史 : Alto Sax Solo                                                       |
|                                                                                |
| Mixing Engineer : 吉田保                                                       |

### YOU MAKE ME FEEL BRAND NEW
- 山下達郎 : All Voices, Instruments & Effects

## クレジット
- PRODUCED BY TATSURO YAMASHITA

## リリース日一覧
| 地域 | タイトル                                        | リリース日    | レーベル         | 規格               | 品番     | 備考 |
| ---- | ----------------------------------------------- | ------------- | ---------------- | ------------------ | -------- | --- |
| 日本 | 踊ろよ、フィッシュ / YOU MAKE ME FEEL BRAND NEW | 1987年5月10日 | MOON ⁄ ALFA MOON | 7"シングルレコード | MOON-740 | タイトルトラックはシングル・ヴァージョン。                                                                 |
| 日本 | 踊ろよ、フィッシュ                              | 1987年        | MOON ⁄ ALFA MOON | 7"シングルレコード | MOSE-124 | ラジオ・オンエア用のプロモ・シングル（非売品）。A面はステレオ、B面はモノラル。ジャケット写真は石田ゆり子。 |

## 収録アルバム

### 踊ろよ、フィッシュ
| # | タイトル                         | リリース日     | レーベル                  | 規格        | 品番                                                  | 備考 |
| - | -------------------------------- | -------------- | ------------------------- | ----------- | ----------------------------------------------------- | --- |
| 1 | 僕の中の少年                     | 1988年10月19日 | MOON ⁄ ALFA MOON          | LP          | MOON-28058                                            | アルバム・ヴァージョンを収録 |
| 1 | 僕の中の少年                     | 1988年10月19日 | MOON ⁄ ALFA MOON          | CT          | MOCT-28044                                            | カセット同時発売。アナログLPと同内容。 |
| 1 | 僕の中の少年                     | 1988年10月19日 | MOON ⁄ ALFA MOON          | CD          | 32XM-77                                               | CD同時発売。アナログLPと同内容。デジパック仕様。 |
| 2 | 僕の中の少年                     | 1989年9月10日  | MOON ⁄ ALFA MOON          | GOLD-24K-CD | 38XG-3                                                | ゴールドCD。プラケースは通常仕様。 |
| 3 | 僕の中の少年                     | 1991年11月10日 | MOON ⁄ MMG                | CD          | AMCM-4124                                             | 品番改定によるアルファ・ムーン盤の再発。 |
| 4 | 僕の中の少年                     | 1999年6月2日   | MOON ⁄ WARNER MUSIC JAPAN | CD          | WPCV-10023                                            | 品番改定によるエム・エム・ジー盤の再発。 |
| 5 | TREASURES                        | 1995年11月18日 | MOON ⁄ east west japan    | CD          | AMCM-4240                                             | - ムーン・レーベル初のベスト・アルバム。 - シングル・ヴァージョンレコーディング時の素材を集めて編集し直されたヴァージョンを収録。 |
| 5 | TREASURES                        | 1999年6月2日   | MOON ⁄ WARNER MUSIC JAPAN | CD          | WPCV-10028                                            | 品番改定によるイーストウエスト盤の再発。 |
| 6 | OPUS 〜ALL TIME BEST 1975-2012〜 | 2012年9月26日  | MOON ⁄ WARNER MUSIC JAPAN | - 4CD - 3CD | - WPCL-11201/4【初回限定盤】 - WPCL-11205/7【通常盤】 | - オールタイム・ベスト - 『TREASURES』と同一ミックスを収録 |
| 7 | COME ALONG 3                     | 2017年8月2日   | MOON ⁄ WARNER MUSIC JAPAN | CD          | WPCL-12690                                            | - コンピレーション・アルバム - “TREASURES VERSION”を収録。 |
| 8 | 僕の中の少年 (2020 Remaster)     | 2020年11月25日 | MOON ⁄ WARNER MUSIC JAPAN | CD          | WPCL-13261                                            | - 2020年リマスター+ボーナス・トラックの計16曲収録。 - オリジナル・アナログ盤収録のアルバム・ヴァージョンに加え、ボーナス・トラックに「踊ろよ、フィッシュ (ORIGINAL SINGLE VERSION)」と「踊ろよ、フィッシュ (TREASURES VERSION)」を収録。 |
| 8 | 僕の中の少年 (2020 Remaster)     | 2020年11月25日 | MOON ⁄ WARNER MUSIC JAPAN | 2LP         | WPJL-10132/3                                          | - 2020年リマスター音源をディスク2枚に分けて4面に収録した、重量盤180g仕様の2枚組LP。 - オリジナル・アナログ盤収録のアルバム・ヴァージョンを収録。                                                                                         |

### YOU MAKE ME FEEL BRAND NEW
| # | タイトル               | リリース日     | レーベル                              | 規格 | 品番                       | 備考                                                                          |
| - | ---------------------- | -------------- | ------------------------------------- | ---- | -------------------------- | ----------------------------------------------------------------------------- |
| 1 | ON THE STREET CORNER 2 | 1986年12月10日 | MOON ⁄ ALFA MOON                      | LP   | MOON-25004                 |                                                                               |
| 1 | ON THE STREET CORNER 2 | 1986年12月10日 | MOON ⁄ ALFA MOON                      | CT   | MOCT-25004                 | カセット同時発売。アナログLPと同内容。                                        |
| 1 | ON THE STREET CORNER 2 | 1986年12月10日 | MOON ⁄ ALFA MOON                      | CD   | 30XM-26                    | CD同時発売。アナログLPと同内容。                                              |
| 2 | ON THE STREET CORNER 2 | 2000年1月26日  | MOON ⁄ WARNER MUSIC JAPAN             | CD   | WPCV-10031                 | ボーナス・トラック2曲追加、デジタル・ニュー・リマスター。                     |
| 2 | ON THE STREET CORNER 2 | 2000年2月25日  | MOON ⁄ WARNER MUSIC JAPAN ⁄ SHINSEIDO | LP   | WQJV-102【完全生産限定盤】 | ボーナス・トラック2曲追加、デジタル・ニュー・リマスター。WPCV-10031と同内容。 |